# ギオルギ・クヴェセラゼ
ギオルギ・クヴェセラゼ（グルジア語: გიორგი კვესელაძე、グルジア語ラテン翻字: Giorgi Kveseladze、1997年11月11日 – ）は、ジョージアのラグビーユニオン選手。ポジションはセンター。プロD2FCグルノーブルに所属。U-20ラグビージョージア代表に選出され、2017年ワールドラグビーU20選手権に出場。